# Calolampra punctosa
Calolampra punctosa es una especie de cucaracha del género Calolampra, familia Blaberidae.